# 진현광
진현광은 대한민국의 배우이다.

## 학력
- 한국예술종합학교 연극원 연기과 석사과정 재학

## 출연작

### 영화
- 《도굴》(2020년) - 상길 비서 1 역
- 《죽지 않는 인간들의 밤》(2020년) - 만길친구 현광 역
- 《해치지 않아》(2020년) - 황대표 운전기사 역
- 《침묵》(2017년) -  판사 2 역
- 《경계 위의 남자》(2015년) -  변호사 역

### 드라마
- 《이로운 사기》 (2023년, tvN) - 정승호 역
- 《웰컴2라이프》(2019년, MBC) - 의사 역
- 《검법남녀 2》(2019년, MBC) - 장호구의 담당 의사 역
- 《특별근로감독관 조장풍》(2019년, MBC) - 사측직원 역
- 《어비스》(2019년, tvN) - 회장의 비서 역
- 《더 뱅커》(2019년, MBC) - 검사 과장 역
- 《아이템》(2019년, MBC) - 기자 역
- 《트랩》(2019년, OCN) - 경찰 간부 역
- 《백일의 낭군님》(2018년, tvN) - 오내관 역
- 《마성의 기쁨》(2018년, 드라맥스 & MBN) - 검사 역
- 《그녀로 말할 것 같으면》(2018년, SBS) - 장기사 역
- 《시크릿 마더》(2018년, SBS) - 건물주 역
- 《라이브》(2018년, tvN) - 감찰 역
- 《으라차차 와이키키》(2018년, JTBC) - 의사 역
- 《미스티》(2018년, JTBC) - 카페 남자 역
- 《브라보 마이 라이프》(2018년, SBS) - 의사 역
- 《투깝스》(2018년, MBC) - 국과수 연구원 역
- 《매드 독》(2017년, KBS2) - 연구원 역
- 《마녀의 법정》(2017년, KBS2) - 태규 변호사 역
- 《내 남자의 비밀》(2017년, KBS2) - 전진구 팀장 역
- 《돌아온 복단지》(2017년, MBC) - 기자 역
- 《최강 배달꾼》(2017년, KBS2) - 정가 프랜차이즈점 점장 역
- 《맨홀 - 이상한 나라의 필》(2017년, KBS2) - 수진의 스튜디오 대표 역
- 《그 여자의 바다》(2017년, KBS2) - 중앙정보부 요원 역
- 《조작》(2017년, SBS) - 검사 역
- 《언니는 살아있다》(2017년, SBS) - 경비 역
- 《7일의 왕비》(2017년, KBS2) - 수문장 역
- 《쌈 마이웨이》(2017년, KBS2) - RFC 실장 역
- 《달콤한 원수》(2017년, SBS) - 서기자 역
- 《추리의 여왕》(2017년, KBS2) - 감찰팀 역
- 《도둑놈, 도둑님》(2017년, MBC) - 수사관 역
- 《귓속말》(2017년, SBS) - 변호사 역
- 《황금주머니》(2017년, MBC) - 피자 경연대회 참가자 역
- 《아버지가 이상해》(2017년, KBS2) - 변호사 역
- 《피고인》(2017년, SBS) - 특수부 검사 역
- 《오 마이 금비》(2016년, KBS2) - 판사 역
- 《W》(2016년, MBC) - 경찰 역
- 《함부로 애틋하게》(2016년, KBS2) - 윤성호 대표 보좌관 역
- 《원티드》(2016년, SBS) - 문성혁 역
- 《미녀 공심이》(2016년, SBS) - 사진관 주인 역
- 《마녀의 성》(2016년, SBS) - 형사 역
- 《대박》(2016년, SBS) - 한성부 관료 역
- 《장영실》(2016년, KBS1) - 상의원 관료 역
- 《우리집 꿀단지》(2016년, KBS1) - 비서 역
- 《화려한 유혹》(2016년, MBC) - 검찰 수사관 역
- 《라이더스: 내일을 잡아라》(2016년, E채널 & 드라마큐브)
- 《다 잘될 거야》(2016년, KBS2) - 변호사 역
- 《하이드 지킬, 나》(2015년, SBS) - 정만식 역
- 《최고의 결혼》(2014년, TV조선) - 취재기자 역
- 《나쁜 녀석들》(2014년, OCN) - 강석호 역
- 《뻐꾸기 둥지》(2014년, KBS2) - 인사과 직원 역
- 《고양이는 있다》(2014년, KBS1) - 앵커 역
- 《비밀의 문》(2014년, SBS) - 내금위장 역
- 《너희들은 포위됐다》(2014년, SBS) - 정신병원 관계자 역
- 《유나의 거리》(2014년, JTBC) - 유족 오빠 역
- 《닥터 이방인》(2014년, SBS) - 의사 역
- 《왔다! 장보리》(2014년, MBC) - 기자 역
- 《귀부인》(2014년, JTBC) - 윤우 개인비서 역
- 《잘 키운 딸 하나》(2014년, SBS) - 수상한 남자 역
- 《천상여자》(2014년, KBS2) - 인사팀장 역[2]
- 《기황후》(2013년, MBC) - 저잣거리 사내 역
- 《내 손을 잡아》(2013년, MBC) - 의사 역
- 《세 번 결혼하는 여자》(2013년, SBS) - 카페 지배인 역
- 《별에서 온 그대》(2013년, SBS) - 기자 역
- 《감자별 2013QR3》(2013년, tvN) - 직원 역
- 《예쁜 남자》(2013년, KBS2) - 젊은 남자 역
- 《왕가네 식구들》(2013년, KBS2) - 아빠 역
- 《오로라 공주》(2013년, MBC) - 설 엔터테인먼트 직원 역
- 《지성이면 감천》(2013년, KBS1) - 내부고발자 명실공 역

### 연극
- 《세 자매》(2018년) - 체부뜨낀 역
- 《안게로이》(2016년) - 전령 역
- 《R1》(2016년) - 로봇공학 박사 역
- 《아버지와 아들》(2014년) - 김주혁 역